# Cravanche
Cravanche (deutsch früher Cranwelsch) ist eine französische Gemeinde mit 1935 Einwohnern (Stand: 1. Januar 2022) im Territoire de Belfort in der Region Bourgogne-Franche-Comté. Die Bewohner werden Cravanchois und Cravanchoises genannt.
Die Gemeinde erhielt 2023 die Auszeichnung „Zwei Blumen“, die vom Conseil national des villes et villages fleuris (CNVVF) im Rahmen des jährlichen Wettbewerbs der blumengeschmückten Städte und Dörfer verliehen wird.

## Geographie
Cravanche liegt auf 389 m, etwa drei Kilometer nordwestlich der Stadt Belfort (Luftlinie). Das Dorf erstreckt sich im Hügelland westlich von Belfort, in einer Talmulde am Rand des Beckens von Belfort, zwischen den Hügelzügen von Montagne du Salbert im Norden und Haut-du-Mont im Süden.
Die Fläche des 1,35 km² großen Gemeindegebiets umfasst einen Abschnitt im Bereich des Beckens von Belfort. Der Hauptteil des Gebietes wird von der langgezogenen Mulde von Cravanche eingenommen. Diese öffnet sich nach Osten zur Talebene der Savoureuse. Die Mulde wird gesäumt von den Höhen des Haut-du-Mont im Süden und der Montagne du Salbert im Norden. Am Hang des Salbert wird mit 463 m die höchste Erhebung von Cravanche erreicht. Durch das Gemeindegebiet zieht sich in geologisch-tektonischer Hinsicht die Grenze zwischen Jura und Vogesen. Während der Haut-du-Mont aus jurassischem Kalkstein besteht, ist die Montagne du Salbert aus grauem Schiefer aufgebaut.
Nachbargemeinden von Cravanche sind Belfort im Norden, Osten und Süden, Valdoie im Nordosten sowie Essert im Südwesten.

## Geschichte
Das Gemeindegebiet von Cravanche war schon sehr früh besiedelt. Die frühesten Zeugnisse der Anwesenheit des Menschen sind zahlreiche Fundstücke, die in den Höhlen von Cravanche gemacht wurden, darunter Skelette und vor allem Werkzeuge aus Silex. Auch aus gallorömischer Zeit sind Spuren von Siedlungsplätzen erhalten.
Erstmals urkundlich erwähnt wird Cravanche im 12. Jahrhundert unter dem Namen Gravainches. Aus späterer Zeit stammen die Bezeichnungen Cravainches und Cravoinche. Auch die deutschen Namen Cranwelsch, Grauersch und Crawaintsch sind überliefert. Zunächst im Einflussbereich der Herren von Montbéliard stehend, gelangte Cravanche Mitte des 14. Jahrhunderts unter die Oberhoheit der Habsburger. Es bildete eine eigene kleine Herrschaft. Zusammen mit dem Sundgau kam das Dorf mit dem Westfälischen Frieden 1648 an die französische Krone. Seit 1793 gehörte Cravanche zum Département Haut-Rhin, verblieb jedoch 1871 als Teil des Territoire de Belfort im Gegensatz zum restlichen Elsass bei Frankreich.
Ab Ende des 19. Jahrhunderts erlebte Cravanche ein rasches Bevölkerungswachstum, nachdem sich die Industrieareale von Belfort in der Talebene in Richtung Valdoie ausgedehnt hatten. Seit 1973 war Cravanche Teil der Agglomeration Belfort, aus der 1999 der Gemeindeverband Communauté d’Agglomération Belfortaine entstand, der wiederum 2017 in der Grand Belfort Communauté d’Agglomération aufging.

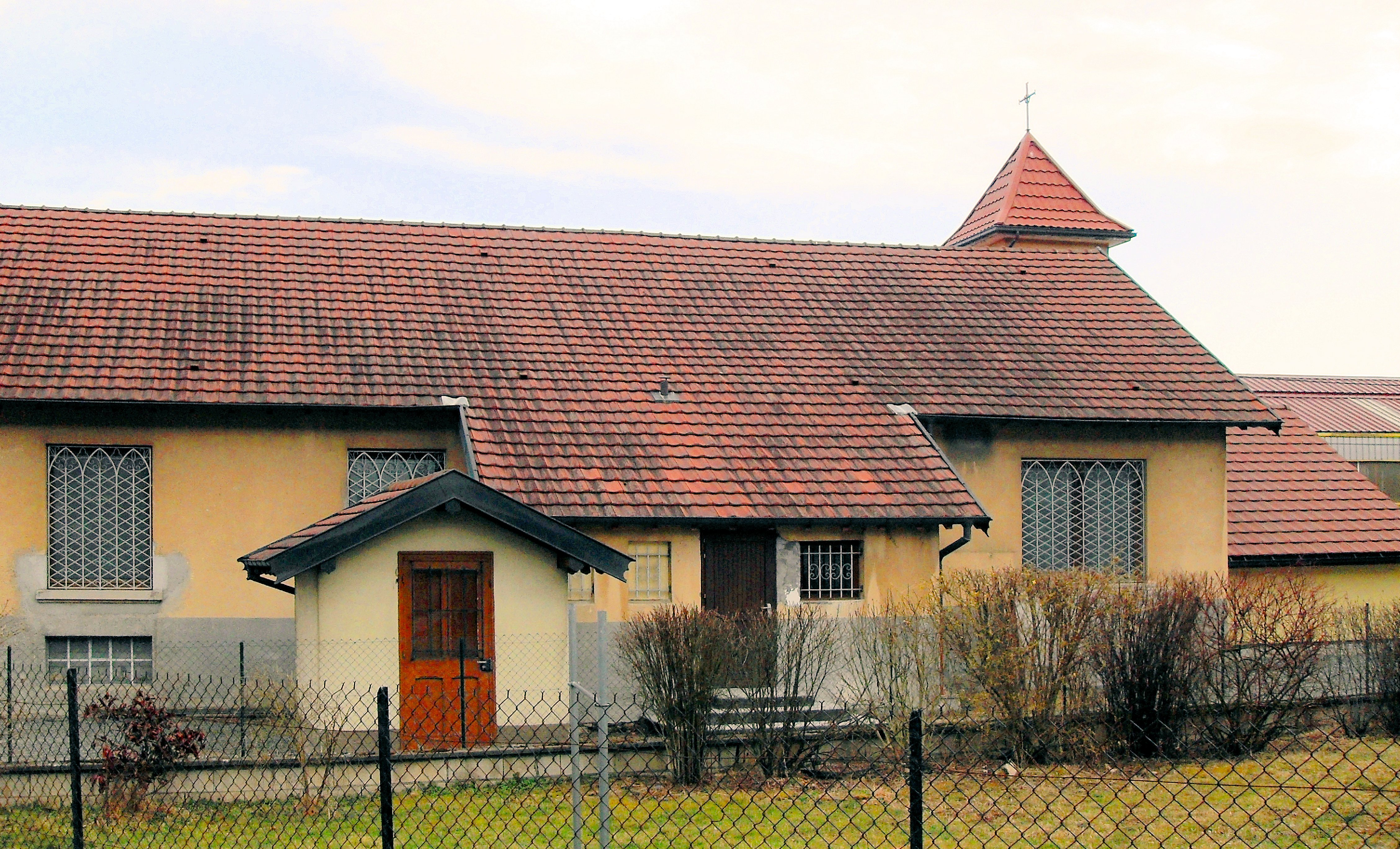
Kapelle Notre-Dame

## Sehenswürdigkeiten
Das Monument aux morts, das 1948 erstellt wurde, ist eine Gedenkstätte für die Opfer des Ersten und Zweiten Weltkrieges. Aus dem 20. Jahrhundert stammt die Kapelle Notre-Dame.

## Bevölkerung
| Jahr      | 1962 | 1968 | 1975 | 1982 | 1990 | 1999 | 2006 | 2013 | 2020 |
| Einwohner | 1267 | 1570 | 1885 | 1893 | 1877 | 1806 | 1851 | 1965 | 1938 |

Mit 1935 Einwohnern (1. Januar 2022) gehört Cravanche zu den mittelgroßen Gemeinden des Départements Territoire de Belfort. In der Zeit um 1900 wies Cravanche sehr starke Wachstumsraten auf. In der ersten Hälfte des 20. Jahrhunderts pendelte die Einwohnerzahl um 1100 Personen. Eine erneute starke Zunahme der Bevölkerungszahl erfolgte von 1960 bis Mitte der 1970er Jahre. Seither verblieb die Einwohnerzahl auf annähernd konstantem Niveau. Das Siedlungsgebiet von Cravanche ist heute lückenlos mit demjenigen von Belfort zusammengewachsen.

## Wirtschaft und Infrastruktur
Cravanche war lange Zeit ein vorwiegend durch die Landwirtschaft (Ackerbau, Obstbau und Viehzucht) geprägtes Dorf. Seit Beginn des 20. Jahrhunderts entwickelte sich das Dorf zu einer Wohngemeinde am Stadtrand von Belfort. In der Talebene an der Grenze zu Belfort entwickelte sich ein größeres Industrie- und Gewerbeareal. Hier befinden sich die Fabrikgebäude der Alstom (Herstellung von Schienenfahrzeugen, insbesondere TGV). In der Gemeinde sind zahlreiche Betriebe des Klein- und Mittelgewerbes ansässig. Ferner gibt es viele Geschäfte des Einzelhandels für den täglichen Bedarf. Viele Erwerbstätige sind auch Wegpendler, die in den anderen Gemeinden der Agglomeration Belfort ihrer Arbeit nachgehen.
Die Ortschaft ist verkehrstechnisch gut erschlossen. Sie liegt an einer Departementsstraße, die von Valdoie nach Châlonvillars führt. Der nächste Anschluss an die Autobahn A36 befindet sich in einer Entfernung von ungefähr fünf Kilometern. Mit der Stadt Belfort ist Cravanche durch eine Buslinie verbunden.